# Jesuitenkolleg (Uherské Hradiště)

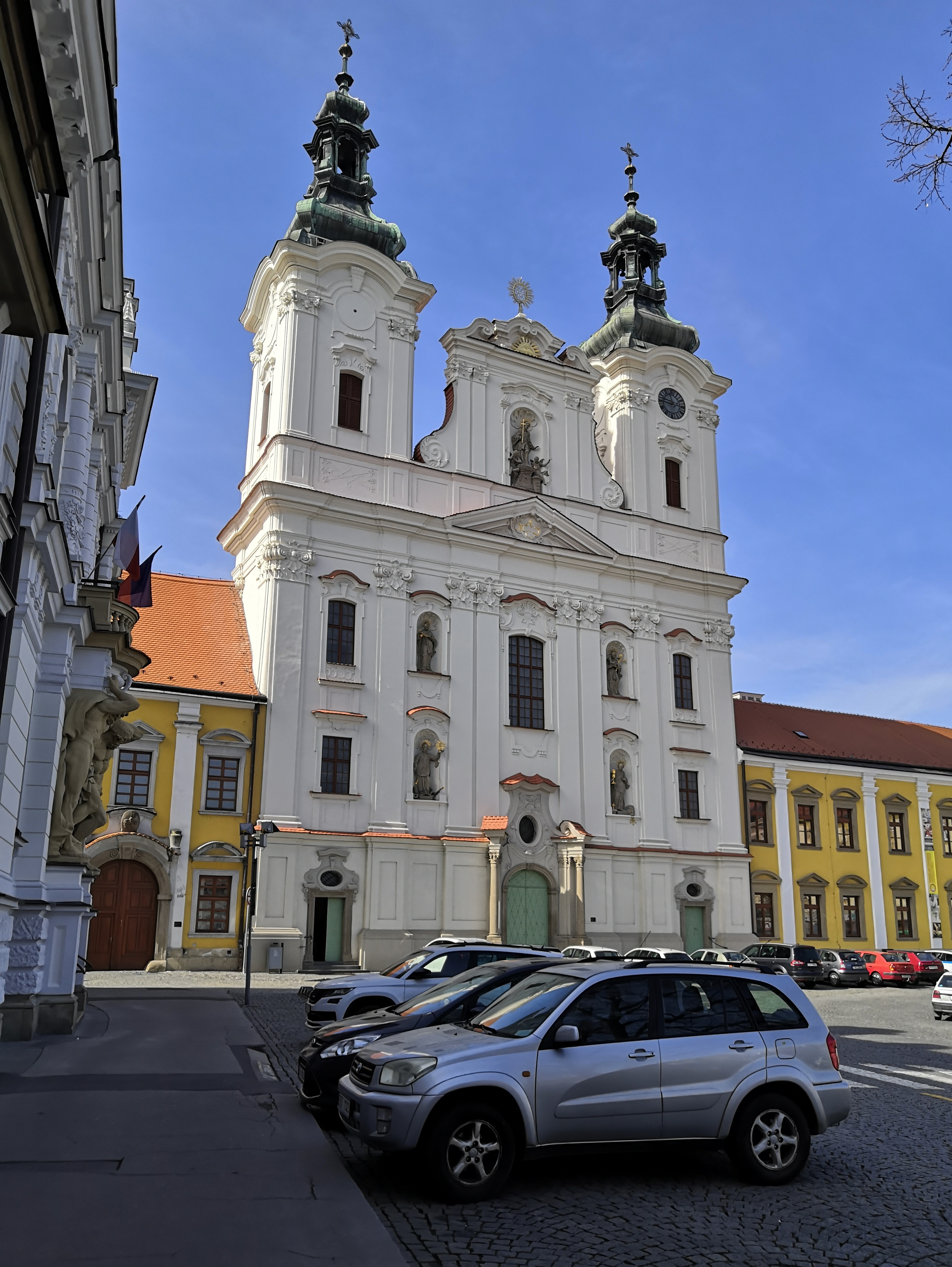
Kirche und Jesuitenkolleg in Uherské Hradiště

Das Jesuitenkolleg in Uherské Hradiště (deutsch Ungarisch Hradisch, ungarisch Magyarhradis) in Tschechien wurde im 17. Jahrhundert errichtet. Das ehemalige Kolleg der Jesuiten ist ein geschütztes Kulturdenkmal. Heute dient es als Kulturzentrum mit Ausstellungen, Veranstaltungsräumen, Sommerkino und verschiedenen Geschäften.

## Geschichte
1643/44 kamen die Jesuiten aus dem vom schwedischen General Lennart Torstensson völlig zerstörten Kroměříž nach Uherské Hradiště. 1654 wurde der Grundstein für das Kollegiumsgebäude gelegt. Beim großen Stadtbrand von 1681 brannte auch das Jesuitenkolleg ab. Kaum waren die ärgsten Schäden beseitigt, wurden die Gebäude 1695 durch eine Pulverexplosion im nahegelegenen roten Turm beschädigt. 1705 wurde das Kollegiumsdach erneuert, im Folgejahr ein Spital eingerichtet. 1729 wurden das Gymnasium und der Theatersaal feierlich eröffnet. 1737 wurden die Bauarbeiten abgeschlossen.
Im Jahr 1773 löste Kaiser Joseph II. den Jesuitenorden in der Habsburgermonarchie auf. Das Kollegiumsgebäude wurde für Wohnungen und städtische Zwecke genutzt. Von 1919 bis 1945 diente es als Kaserne, zuerst für die tschechische und ab 1939 für die deutsche Armee (Memel Kaserne).

## Baubeschreibung

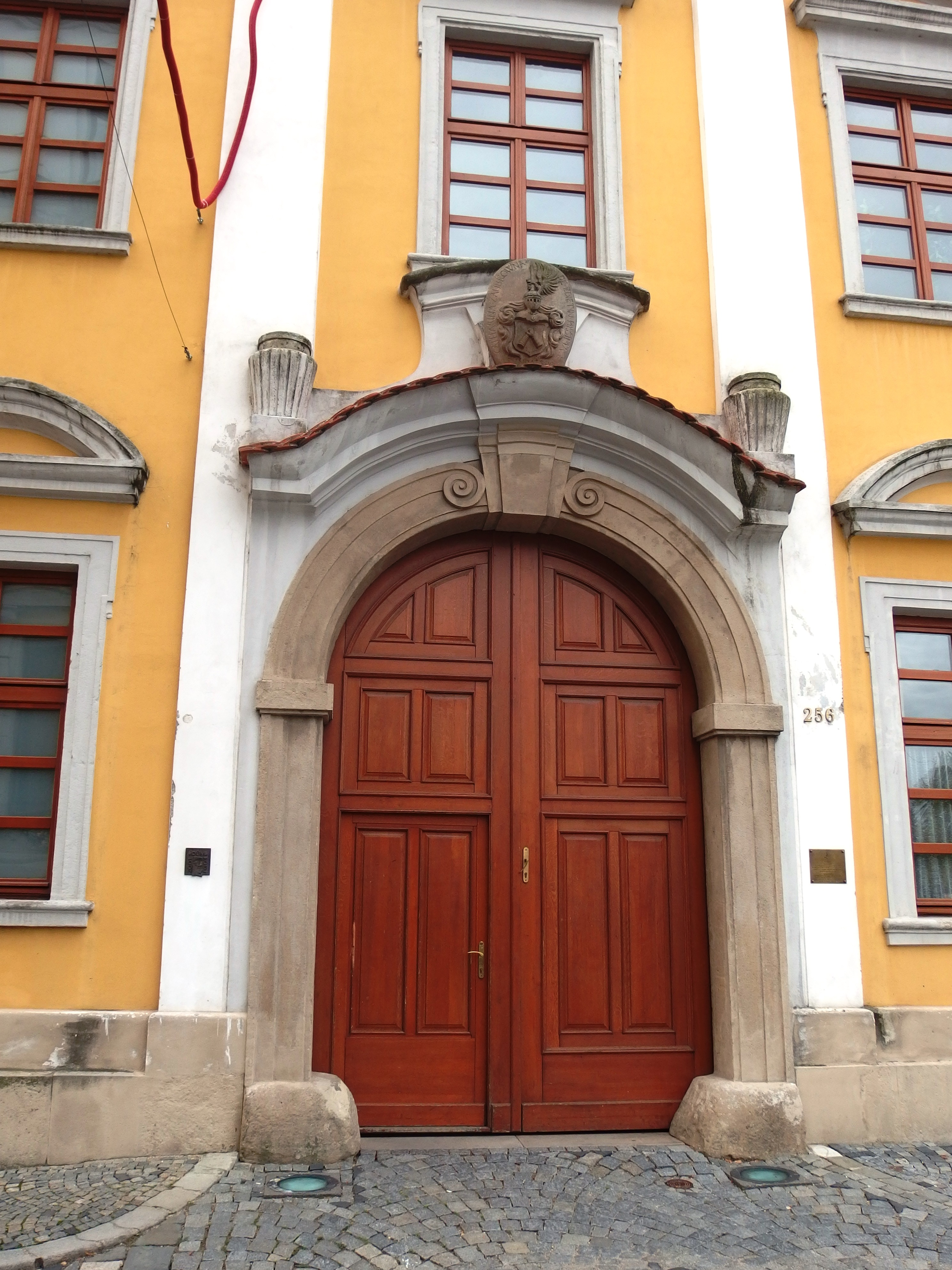
Portal zu den Redouten

Der Gebäudekomplex dominiert den Masaryk-Platz in der Altstadt von Uherské Hradiště. Links und rechts von der Franz-Xaver-Kirche sind zwei dreiflügelige, zweigeschossige Gebäude mit großen rechteckigen Innenhöfen angebaut. Im Trakt östlich der Kirchenfassade befinden sich die sogenannten Redouten mit dem ehemaligen Theatersaal der Jesuiten.
Die südwestlich anliegenden Jesuitengärten wurden 1862 von der Stadtregierung angekauft, die dort das deutschsprachige Gymnasium einrichtete. Seit 1918 ist dort die Handelsakademie (obchodní akademie) untergebracht.